# Plectranthus beddomei
Plectranthus beddomei là một loài thực vật có hoa trong họ Hoa môi. Loài này được Raizada miêu tả khoa học đầu tiên năm 1958.